# Plagiotremus townsendi

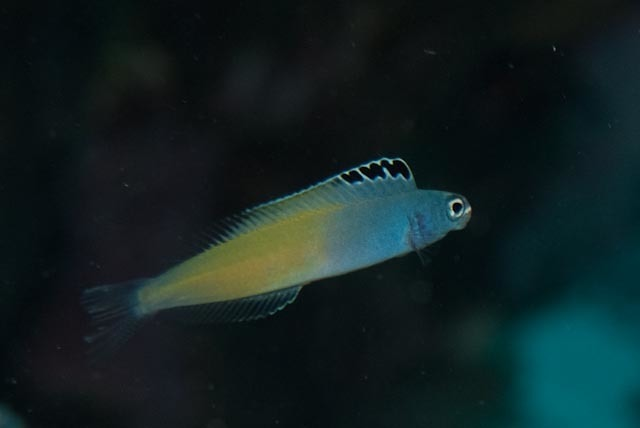
Imatge d'un Plagiotremus townsendi.

Plagiotremus townsendi és una espècie de peix de la família dels blènnids i de l'ordre dels perciformes.

## Morfologia
- Els mascles poden assolir 6 cm de longitud total.[1][2]

## Reproducció
És ovípar.

## Hàbitat
És un peix marí de clima tropical i associat als esculls de corall que viu entre 7-55 m de fondària.

## Distribució geogràfica
Es troba al Mar Roig i el Golf d'Oman.